# Electron (ракета-носій)
Electron — ракета-носій надлегкого класу, яка розроблена новозеландським підрозділом американської приватної аерокосмічної компанії Rocket Lab.

## Призначення
Призначена для комерційних запусків мікро- і наносупутників, дозволяє вивести корисне навантаження масою до 200 кг на сонячно-синхронну орбіту висотою 500 км, а на низьку навколоземну орбіту — близько 300 кг. Апгрейд первинних можливостей став можливий завдяки покращенням у технологіях батарейних блоків, електрика яких приводить в рух насоси двигунів, і досвіду експлуатації двигунів. Вартість запуску ракети-носія починається від $4,9 млн.
Кваліфікаційні вогневі тести обох ступенів завершені в кінці 2016 року, перші випробувальні польоти заплановані на І квартал 2017 року.
Починаючи з ІІ кварталу 2017 року в компанії мають намір за допомогою ракети-носія проводити щоквартальні комерційні запуски кубсатів на сонячно-синхронну орбіту, стандартний політ буде вміщати два 12U, чотири 6U, десять 3U і чотири 1U-кубсата із сумарною вартістю запуску близько $6,5 млн.

## Конструкція
Основні конструктивні елементи ракети-носія, несучий циліндричний корпус і паливні баки обох ступенів, виконані з вуглепластика і виробляються компанією Rocket Lab на власному заводі. Застосування композиційних матеріалів дозволило істотно знизити вагу конструкції. Обидві ступені ракети-носія використовують як компоненти палива гас (пальне) і рідкий кисень (окислювач).

### Перший ступінь
Висота ступеню становить 12,1 м, діаметр — 1,2 м, суха маса — 950 кг. Вміщує до 9250 кг палива.
Перший ступінь обладнаний дев'ятьма рідинними ракетними двигунами Rutherford, схема розташування двигунів подібна до першого ступеня ракети-носія Falcon 9 — один центральний двигун і 8 розміщених по колу.
Rutherford — двигун власного виробництва Rocket Lab, всі основні деталі якого створюються способом 3D-друку. Для подачі компонентів палива в камеру згоряння використовується насосний агрегат, який приводиться в дію двома електродвигунами, що живляться від встановлених на ступені 13 літій-іонних акумуляторних батарей. Батареї вмонтовані біля двигунів, в нижній частині несучої конструкції ступеня і видають понад 1 МВт електроенергії за час польоту.
Тяга ступеня на старті становить 162 кН і підвищується до 192 кН у вакуумі. Питомий імпульс — 303 с. Час роботи ступені — приблизно 155 с.
Управління вектором тяги здійснюється одночасним відхиленням всіх 9 двигунів від центральної осі.
Відстикування ступеня здійснюється за допомогою пневматичних механізмів, що приводяться в дію за допомогою стисненого гелію, який використовується також для створення в паливних баках робочого тиску.

### Перший (багаторазовий) ступінь
Компанія Rocket Lab готується до запланованої на 2020 рік спроби врятувати перший ступінь ракети Electron. Для цього вона успішно завершила кидкові випробування макетів і переконалася у надійності своєї парашутної системи. На перших порах планувалося використовувати вертоліт, щоб «ловити» перший ступінь під час спуску на парашутах. Перша спроба врятувати матеріальну частину намічена на 17 пуск ракети, яка вже виготовлена і знаходиться на зберіганні.
Згодом в компанії вирішили не задіювати для рятування ступені вертоліт, а просто дозволити їй опуститися на воду. Після цього ступінь буде доставлена на фабрику, де вона буде піддана дослідженню з метою визначення обсягу робіт з її відновлення.
Керівник Rocket Lab також зазначив, що оскільки його ракета є, в порівнянні з Falcon-9, невеликою, то в компанії прийняли рішення не використовувати для посадки ракетні двигуни, а обмежитися парашутами і іншими модифікаціями (компанія наростила можливості ракети з виведення маси корисних навантажень). У сукупності це призведе до того, що в багаторазовому варіанті маса виведеного ракетою Electron навантаження знизиться в порівнянні з експлуатованим варіантом тільки на 15 кг (для Falcon-9 зниження становить близько 25 %).

### Другий ступінь
Довжина становить — 2,4 м, діаметр — 1,2 м, суха маса — 250 кг. Вміщує до 2150 кг палива.
Другий ступінь використовує один двигун Rutherford, оптимізований для максимально ефективної роботи у вакуумі і обладнаний збільшеним сопловим насадком. Тяга двигуна у вакуумі становить 22 кН, питомий імпульс — 333 с.
Ступінь обладнаний трьома літій-іонними батареями для живлення електроприводу паливного насоса двигуна, два з них скидаються після вичерпання, дозволяючи знизити мертву вагу ступеня і підвищити його продуктивність.
Контроль вектора тяги по тангажу і рисканню проводиться за рахунок відхилення двигуна, контроль обертання і керування положенням ступеня здійснюється за допомогою системи реактивних газових сопел.
Другий ступінь обладнаний польотними комп'ютерами й авіонікою ракети-носія, які розроблені і вироблені самою компанією Rocket Lab.

### Третій ступінь
В Electron є додатковий третій ступінь. Це може бути або їх Kick stage, або Photon.
У Photon є два варіанти: міжпланетна версія, яка може летіти до Венери, а також версія для орбіти Землі. У Photon є єдиний двигун під назвою Curie. Двигун Curie випускається в трьох варіантах: версія на холодному газі, двухрежимная версія і двухрежимна версія для глибокого космосу Hyper Curie, що працює на паливі тривалого зберігання, про який Rocket Lab ще не розкрила інформацію. Сьогодні Curie майже завжди використовується в дворежимної конфігурації, а Hyper Curie присутній тільки у версії Photon для далекого космосу. Крім того, Photon можна використовувати як супутникову платформу.

### Головний обтікач
Ракета обладнана композитним обтікачем корисного вантажу довжиною 2,5 м, діаметром 1,2 м і масою — близько 50 кг.
Відмінною концепцією Rocket Lab є відокремлення процесу монтажу корисного вантажу всередині обтікача від складання решти ракети. Це дає можливість замовникам, власникам супутників, здійснювати інтеграцію КВ з адаптером та інкапсуляцію в обтікач на своїх підприємствах самостійно, а потім доставляти цей модуль в зібраному вигляді до стартового майданчика, де він буде швидко інтегрований з ракетою.
Також в 2020 році компанія почала пропонувати своїм споживачам можливості по використанню більшого обтічника, який дозволяє Rocket Lab виводити навантаження діаметром близько 1.8 метра.

## Стартові майданчики
Запуски ракети-носія Electron здійснюються з власного стартового комплексу компанії Rocket Lab, побудованого на півострові Махія, що знаходиться на східному узбережжі Північного острова Нової Зеландії. Офіційне відкриття комплексу відбулося 26 вересня 2016 року.
Ліцензія на пускову діяльність видана на 30 років і передбачає можливість запуску кожні 72 години. Розташування комплексу дозволяє виводити корисне навантаження на орбіти з різним нахилом, у діапазоні від 39 до 98°.
- Rocket Lab LC-1 (Нова Зеландія) — 2 стартових майданчика;
- Rocket Lab LC-2 (США) Середньоатлантичний регіональний космопорт;
- Сазерленд (Велика Британія) — пропонується.

### Rocket Lab LC-1
Спочатку стартовий комплекс планували розмістити недалеко від новозеландського міста Крайстчерч на Південному острові. Однак по екологічним вимогам місце для майданчика було перенесено на Північний острів.
Запуски ракети-носія Electron здійснюється з стартового комплексу Rocket Lab Launch Complex 1, побудованого на півострові Махія, що знаходиться на східному узбережжі Північного острова Нової Зеландії. Включає 2 стартові позиції.

#### LC-1 Pad A
Офіційне відкриття комплексу відбулося 26 вересня 2016 року. Ліцензія на пускову діяльність видана на 30 років і передбачає можливість запуску кожні 72 години. Розташування комплексу дозволяє виводити корисне навантаження на орбіти з різним нахилом, в діапазоні від 39 до 98° ш.
Центр управління польотами розташований приблизно в 500 км на північний захід від стартового комплексу в місті Окленд. Устаткування центру дозволяє відстежувати 25 000 каналів даних переданих в реальному часі зі стартового комплексу, ракети-носія і корисним навантаженням.

#### LC-1 Pad B
У грудні 2019 року почалися роботи з будівництва другого стартового майданчика (Pad B) на стартовому комплексі LC-1, недалеко від першого майданчика. Закінчення робіт очікується в кінці 2020 року.

### Rocket Lab LC-2
У жовтні 2018 року компанія повідомила, що вибрала для побудови свого другого стартового комплексу середньоатлантичний регіональний космопорт в пусковому центрі Воллопс, штат Віргінія, США.

#### LC-2 Pad A
Стартовий комплекс був офіційно відкритий в грудні 2019 року, перший запуск запланований на 2020 рік.

### Сазерленд
Сазерленд (Велика Британія) — пропонуємий космопорт для запусків ракет Electron у Великій Британії.

## Тестові запуски
У лютому 2017 ракета-носій для першого випробувального запуску прибула з виробничого заводу в Окленді на стартовий комплекс. Було виконано 3 випробувальних запуски до старту комерційних запусків у 2017 році. У дебютному польоті ракета не несла корисного навантаження, тільки додаткове вимірювальне обладнання.

## Запуски
| № | Дата, час (UTC)       | Корисне навантаження | Орбіта | Результат |
| --- | --------------------- | -------------------- | ------ | --------- |
| Плануються запуски |                       |                      |        |           |
| 1 | 1 квартал 2017        |                      |        |           |
| 1 | Випробувальний політ. |                      |        |           |
| 2 квартал 2017 | Dove (20-25 шт.)      | СЗГ                  |        |           |
| Компанія Planet Labs підписала контракт на 3 запуски своїх супутників.                                                                   |                       |                      |        |           |
| кінець 2017 | МХ-E1                 | НГО                  |        |           |
| Компанія Moon Express замовила 3 ракети Electron для запуску свого місячного посадкового апарата в рамках конкурсу Google Lunar X Prize. |                       |                      |        |           |
| Dove (20-25 шт.) | СЗГ                   |                      |        |           |
| Компанія Planet Labs підписала контракт на 3 запуски своїх супутників.                                                                   |                       |                      |        |           |
| Dove (20-25 шт.) | СЗГ                   |                      |        |           |
| Компанія Planet Labs підписала контракт на 3 запуски своїх супутників.                                                                   |                       |                      |        |           |